# Инноватика
Инноватика — область знаний о сущности инновационной деятельности, её организации и управлении инновационными процессами, обеспечивающими трансформацию новых знаний в востребованные обществом новшества как на коммерческой основе (коммерциализация результатов научно-технической и творческой деятельности), так и некоммерческой базе (например, инновации в социальной сфере).
Гносеологическими корнями инноватики выступают такие области науки, как философия, экономика, инженерное проектирование, предпринимательство, финансы, социология, психология, организация, производство, информатика, маркетинг, логистика, менеджмент, педагогика и др.
Инноватика является теоретической и методологической основой для формализованного описания и моделирования инновационной деятельности, организации и управления ею. В отличие от других научных областей, инноватика исследует процесс прогрессивного развития социально-экономического объекта, переход социально-экономической системы из одного стабильного состояния в другое, отличающееся более высокими ключевыми параметрами функционирования. Обеспечивает потребление результатов интеллектуального труда и приращение интеллектуального капитала.
Инноватика — это особая предметная область, имеющая самостоятельный объект исследования.
Объект инноватики — инновационная деятельность как процесс осуществления инноваций в социально-экономических системах. При этом под инновацией в инноватике понимается результат масштабного применения и распространения новых знаний, результатов научно-технической и творческой деятельности, основанных на систематических научных исследованиях или интуитивных озарениях (смекалке). Признаками инноваций являются:
1. новизна (радикальная — возникновение новых свойств, относительная — улучшение параметров объекта);
2. востребованность (в общественном производстве, на рынке, в социальной сфере и др.);
3. реализуемость (отсутствие ограничений использования новых знаний: ресурсных, производственно-технологических, морально-нравственных, экологических и др.);
4. наличие устойчивого полезного эффекта (стабильное улучшение ключевых параметров социально-экономических систем).

Предмет инноватики — принципы, законы и закономерности инновационных процессов в социально-экономических системах, модели и методы описания, исследования, организации и управления инновационной деятельностью на макроуровне (национальные инновационные системы), мезоуровне (отраслевые и региональные инновационные системы, инновационные кластеры) и микроуровне (стратегии инновационного развития отдельных предприятий и организаций).

## История термина
Как считают исследователи[какие?], складывающаяся новая область научного знания сформировала своё название «инноватика» на базе термина innovation (инновация, нововведение), которое в XX века ввёл в научное обращение австрийский экономист Й. А. Шумпетер.
Термин «инноватика» в российской научной литературе встречается с середины 1980-х годов. В Санкт-Петербурге под руководством профессора В. Г. Колосова проводились исследования процессов перехода от плановой экономики к рыночному регулированию, которые обозначались термином «инжини́ринг». Параллельно механизмы управления инновациями в социально-экономических системах исследовались в Государственном университете управления, где по инициативе А. Г. Поршнева в 1990 году была создана кафедра управления инновациями. Впоследствии эти научные школы стали одними из ключевых в формируемой научной области — инноватике.
В ведущих вузах страны — Санкт-Петербургском государственном политехническом университете и Государственном университете управления созданы институты инноватики. Также в СПбГПУ впервые в России началась подготовка бакалавров по перспективному направлению образования 222000 — «Инноватика», а в 2003 году шесть российских вузов (Санкт-Петербургский государственный политехнический университет, Государственный университет управления, Московский государственный университет путей сообщения (МИИТ), Российский государственный университет инновационных технологий и предпринимательства (РГУИТП), Нижегородский государственный технический университет и Уральский государственный технический университет — УПИ) приступили к подготовке инженеров-менеджеров по специальности «Управление инновациями». С 2008 года к подготовке инженеров-менеджеров по специальности «Управление инновациями» присоединился и Казанский национальный исследовательский технологический университет.

## Основные направления
Инноватика включает основные разделы:
- теоретические основы инновационной деятельности;
- модели и моделирование инновационных процессов;
- организация и управление инновационной деятельностью;
- государственное регулирование инновационной деятельности;
- управление инновационным бизнесом;
- управление инновационным проектом;
- управление инвестициями в инновационные проекты;
- коммерциализация результатов научно-технической и творческой деятельности;
- управление человеческими ресурсами в процессе инновационного развития социально-экономической системы;
- управление рисками в инновационной деятельности;
- технический маркетинг (маркетинг на ранних стадиях жизненного цикла продукта или технологии);
- логистика инновационных процессов;
- управление интеллектуальной собственностью.